# لكنة
في علم اللغويات الاجتماعية، اللُكْنَة هي الطريقة التي ينطق بها إنسان أو منطقة أو أمة معينة. يمكن تحديد اللكنة عن طريق موطن متحدّثيها (لكنة محلية أو جغرافية) أو وضعهم الاجتماعي الاقتصادي أو عرقهم أو طائفتهم أو طبقتهم الاجتماعية (لكنة اجتماعية) أو تأثير اللغة الأم (لكنة أجنبية).
تختلف اللكنات إجمالاً في جودة الصوت والنطق والتفريق بين الصوائت (حروف العلة (الصوتية)) والصوامت (الحروف الصامتة) والتشديد ونظم الشعر، رغم أن النحو والمعاني والمفردات وغيرها من خصائص اللغة تختلف في بعض الأحيان بالتزامن مع اللكنة. وقد تعود كلمة «لكنة» بالتحديد للفروق النطقية، في حين أن كلمة «لهجة» تشمل فروق لغوية أوسع، وتعتبر «اللكنة» فرعاً من «اللهجة».

## التاريخ
مع توزع البشر إلى مجتمعات متفرقة، تنشأ مواطن التشديد وخواص النطق، ومع الوقت قد تتطور هذه الخواص إلى لكنات مميزة. في شمال أمريكا، تفاعل البشر من عدة خلفيات عرقية مع بعضهم البعض ساهم في تشكّل لكنات أمريكا الشمالية المتنوعة. ومن الصعب قياس أو توقع الفترة التي تحتاجها لكنة ما لتتشكل، ومثال ذلك أن اللكنات في الولايات المتحدة الأمريكية وكندا وأستراليا تطورت بفعل امتزاج لكنات ولغات مختلفة من مجتمعات متعددة وتأثير ذلك في اختلاف النطق بين المستوطنين البريطانيين.
وفي عدة حالات، أثّرت لكنات المستوطنين غير الإنجليز من الجزر البريطانية في لكنات عدة مستعمرات بشكل مختلف، فقد كان للمهاجرين الإيرلنديين والإسكوتلنديين والويلزيين لكنات أثرت بشكل كبير جدا في نطق الصوائت (حروف العلة (الصوتية)) في مناطق معينة من أستراليا وكندا.

## التطور
يستطيع الأطفال اكتساب اللكنات بصورة أسرع من غيرهم، ومثال ذلك أن لدى أطفال العائلات المهاجرة نطقا أكثر قربا للنطق الأصلي من آبائهم رغم أن الأطفال وآباءهم قد يكون لديهم لكنة غير أصلية بشكل واضح، ولكن نجد أن هناك اختلافاً بشكل عام حيث أن لكنة الآباء تتأثر أكثر بالنظام الصوتي للغتهم الأم، بينما يميل الأطفال أكثر إلى تطبيق النطق الصحيح بشكل مبالغ فيه وذلك نتيجة حاجتهم لتصحيح الأخطاء التي يرتكبها آباؤهم في التحدث بطلاقة. ويبدو أن اللكنات تبقى مرنة إلى أن يبلغ المرء بداية العشرينات من عمره فتصبح لكنته بعدها أكثر ثباتا.
وكما هو الحال في جميع اللكنات، فإنها لا تثبت حتى في سن الرشد، وفي تحليل صوتي قام به جوناثان هارينجتون لرسائل عيد الميلاد الملكية للملكة إليزابيث الثانية، أوضح أن أنماط التحدث تستمر في التغير خلال حياة الإنسان حتى وإن كان شخصية متحفظة جدا كالملكة.

## اللُكْنَاتُ غير الأصلية
أهم عامل لتوقع المستوى الذي تصل إليه اللكنة حتى تصبح معروفة (أو قوية) هو السن الذي تم فيه تعلّم اللغة غير الأصلية، فتقول نظرية الفترة الحرجة أنه إذا تم التعلّم بعد الفترة الحرجة (عادة ما تكون في سن البلوغ) لاكتساب النطق الأقرب للأصل، تضعف إمكانية اكتساب لكنة قريبة للأصل، ولكنها نظرية يختلف عليها الباحثون. رغم أن الكثير منهم يأيدون الفترة الحرجة بشكل ما، إلا أنهم يضعونها قبل سن البلوغ أو يعتبرونها تميل أكثر لأن تكون «نافذة» حرجة قد تختلف من شخص لآخر وتعتمد على عوامل أخرى غير السن كفترة الإقامة والتشابه بين اللغة غير الأصلية والأصلية ومدى استخدام اللغتين.
وبالرغم من ذلك، حين ينتقل الأطفال في سن السادسة إلى بلاد أخرى فإنهم يتحدثون غالبا بلكنة غير أصلية بشكل واضح كالبالغين. وهناك أيضا حالات نادرة للأشخاص القادرين على الظهور بمظهر المتحدثين الأصليين حتى وإن تعلموا اللغة غير الأصلية وهم في بداية سن البلوغ، غير أن المعوقات العصبية المرتبطة بنمو العقل تحدّ من قدرة معظم المتحدثين غير الأصليين ليبدو وكأنهم متحدثون أصليون. ويتفق معظم الباحثين على أن اكتساب لكنة أقرب للأصل في لغة غير أصلية أمر شبه مستحيل بالنسبة للبالغين.

## العوامل الاجتماعية
عندما تحدد مجموعة ما نطقا قياسيا، يعتبر المتحدثون الذين يخرجون عنه «متحدثين بلكنة»، ولكن كل البشر يتحدثون بلكنة. فأشخاص من الولايات المتحدة «يتحدثون بلكنة» برأي شخص أسترالي، والعكس صحيح. ولكنات مثل بي بي سي الإنجليزية أو الإنجليزية الأمريكية قد تعد في بلدانها الأصل على أنها «بدون لكنة» لتوحي أنها لا تظهر أي دليل عن الخلفية المحلية أو الاجتماعية للمتحدث، ولكنها مغالطة.

### أن تُفهم
يهمل معلمو الإنجليزية كلغة ثانية تعليم الكلام/النطق، ويمتلك كثير من البالغين أو القريبين من البلوغ الذي يتعلمون لغات أخرى أساليب تحدث قد تتعارض مع تعلّمهم ومهنهم وتفاعلاتهم الاجتماعية. ويشمل النطق بلغة ثانية أو أجنبية أكثر من النطق الصحيح لكل صوت، بل كذلك إخراج نطاق واسع من الفروق المعقدة والمتقنة والتي تربط الصوت بالمعنى على عدة مستويات.
تعليم الكلام/النطق مهمل إلى حد ما بسبب هذه الأحاديث الباطلة:
- النطق غير ضروري: «وهذا خطأ بشكل واضح من جميع النواحي.»[13] يشكل الكلام/النطق أداة أو وسيلة لنقل ما يعنيه المتحدث، وإذا لم يفهم المستمع الرسالة، لن يكون هناك أي نوع من التواصل. ورغم وجود عوامل أخرى معنية بهذا الشأن، إلا أن أحد أهم هذه العوامل هو وضوح نطق المتحدث.[13]
- سيكتسبها الطلاب بأنفسهم: «بعضهم سيتعلم نطق اللغة الثانية بوضوح، ولكن الكثيرين لن يتمكنوا من ذلك.»[13]

يمكن أن يتسبب التعليم الناقص للكلام/النطق في تعطل تام لعملية التواصل، حيث يُنظر إلى أن تكاثر خدمات «تغيير اللكنة» التجارية هو علامة على أن الكثير من معلمي الإنجليزية كلغة ثانية لا يلبون حاجة طلابهم لتعلّم الكلام/النطق.
يجب أن تشمل أهداف تعليم الكلام/النطق: مساعدة المتعلم على التحدث بطريقة سهلة الفهم ولا تشتت المستمع، ورفع الثقة بالنفس لدى المتعلم، وتطوير المهارات التي تمكن المتعلم من رصد ذاته والتعود على طريقه كلامه.
وحتى عندما يفهم المستمع المتحدث، فإن وجود لكنة صعبة الفهم قد تتسبب في ارتباك المستمع لأنه لن يفهم ما سيأتي من الكلام، وسيحاول أن ينهي الحوار بسرعة ليتجنب الدخول في مواضيع صعبة.

### الوجاهة
يعتبر الناس في مجتمع ما أن بعض اللكنات أكثر وجاهة من غيرها، وذلك بسبب ارتباطها بالطبقة الغنية في المجتمع. ومثال ذلك أن في المملكة المتحدة، يتم ربط النطق القياسي للغة الإنجليزية بالطبقة الأرستقراطية التقليدية، وينطبق ذلك أيضا على هيمنة اللكنات البرازيلية الجنوب شرقية في التهجية البرازيلية من اللغة البرتغالية خاصة عندما نضع في عين الاعتبار التفاوت في الوجاهة بين أغلب الكلام المتأثر بالكايبيرا caipira (إضافة المترجم: وهو مصطلح برازيلي برتغالي يقصد به سكان المناطق الريفية النائية في بعض الولايات البرازيلية) والذي يرتبط بالبيئة الريفية والافتقار إلى التعليم النظامي، وكذلك مع البرتغالية التي تتحدث بها مجتمعات تنتمي إلى طبقات اجتماعية اقتصادية سفلى مثل سكان فافيلا وأنواع اجتماعية ثقافية أخرى مثل الطبقة العليا والوسطى من لهجة بوليستانو paulistano (وهي لهجة من ساو باولو العظمى إلى الشرق) ولهجة فلوميننس fluminense (لهجة يُتحدث بها في ولاية ريو دي جانيرو) إلى الجانب الآخر بداخل البرازيل الجنوب شرقية نفسها. رغم ذلك فإن علم اللغويات يقضي بأنه لا يوجد اختلاف بين اللكنات فيما يخص وجاهتها وجماليتها وصحتها فجميع اللغات واللكنات متساوية لغويا.

### الصور النمطية للكنات والتعصب ضدها
الصورة النمطية تعود إلى خصائص وصفات وأدوار محددة تمتلكها مجموعة وأفرادها، وقد تكون هذه الصور إيجابية وسلبية، لكنها سلبية في الغالب.
قد تؤدي الصور النمطية إلى التعصب والذي يُعرّف باتخاذ مواقف سلبية تجاه مجموعة ما وأفرادها، ويضطر الأفراد الذين يتحدثون باللكنات غير القياسية أحيانا إلى مواجهة الصور النمطية السلبية والتعصب تجاههم بسبب لكنتهم.
يوضح الباحثون باستمرار أن الأشخاص الذين يتحدثون بلكنات يعتبروا أقل ذكاءً وقدرة وعلما وأنهم يمتلكون مهارات لغوية/إنجليزية ضعيفة ومن المزعج الاستماع إليهم، وليس المتحدثون بلكنات قياسية هم فقط من يؤمن بهذه المعتقدات والمواقف، بل المتحدثون بلكنات أيضا يقومون أحيانا بتوجيه صور نمطية ضد لكنتهم أو لكنات غيرهم.

### العنصرية ضد اللكنة
يقصد بالعنصرية سلوكيات وتصرفات معينة موجهة ضد مجموعة أو أحد أفرادها فقط بسبب انتمائهم للمجموعة، وفي العنصرية ضد اللكنة، يتم أخذ طريقة تحدث شخص ما كأساس لتوجيه التقييمات والأحكام الاعتباطية. وبعكس الأنواع الأخرى من العنصرية، لا توجد ضوابط قوية تحكم العنصرية ضد اللكنة في المجتمع العام. وتقول روسينا ليبي جرين (Rosina Lippi-Green):

«تعمل اللكنة كالحاجز الأول الذي نواجهه لأننا ممنوعون من قبل القانون والعرف الاجتماعي وربما ما تفرضه علينا أخلاقنا من استخدام العرق أو الموطن الأصلي أو الوضع المادي بشكل مباشر، ولكن لا يوجد لدينا التوجه ذاته تجاه اللغة، وبالتالي تصبح اللكنة محك أو اختبار المصداقية للإقصاء، وعذرا للابتعاد عن الاعتراف بالآخر.»
كثيرا ما يواجه المتحدثون بلكنة ما العنصرية في الإسكان والتوظيف، ومثال ذلك أنه ليس من المرجح أن يقوم ملّاك الأراضي باسترجاع العمال المتحدثين بلكنة أجنبية أو من ضمن الأقلية العرقية، ولكنه من المرجح أكثر أن يقوم أصحاب العمل بتوظيفهم في وظائف أقل مكانة عن المتحدثين باللكنات القياسية، وكذلك في أماكن العمل فإنه من المرجح أن يتلقى المتحدثون بلكنات غير قياسية تقييما سلبيا. من جانب آخر، فإن العنصرية ضد اللكنة حاضرة أيضا في المؤسسات التعليمية، ومثال ذلك استهداف المتحدثين باللكنات غير الأصلية من الطلاب الخريجين والمحاضرين وأساتذة الجامعات في حرم الجامعات الأمريكية على أنهم غير أذكياء بسبب لكنتهم. رغم ذلك، في المتوسط أن الطلاب المتعلمين على يد متحدثين غير أصليين لا يؤدون بشكل منخفض مقارنة بالطلاب المتعلمين على يد المتحدثين الأصليين للإنجليزية.
أوضحت الدراسات أنّ الوعي باللكنة، ليس اللكنة نفسها، غالبا ما يؤدي إلى التقييم السلبي للمتحدثين. وفي دراسة قام بها روبن (1992)، استمع الطلاب إلى محاضرة مسجلة لمتحدث أصلي للإنجليزية وباللكنة القياسية، بعد ذلك عرضت عليهم صورة للـ«محاضر» الذي يبدو آسيويا في بعض الأحيان وأبيضا في أحيان أخرى. الطلاب الذي شاهدوا صورة الآسيوي اعتقدوا أنهم استمعوا إلى محاضر يتحدث بلكنة وكان آداؤهم أكثر سوءا في تدريب يُقيّم فهم المحاضرة. لذلك، قد تعكس التقييمات السلبية التعصبات عوضا عن الصعوبات الحقيقية في فهم اللكنات.

### نتائج قانونية
في الولايات المتحدة، تحرّم المادة السابعة من قانون الحقوق المدنية لعام 1964 التمييز ضد الموطن الأصلي، مشيرة إلى اللكنات، ولكن قد يزعم أصحاب العمل أن لكنة الشخص تضعف مهارات التواصل لديه والتي تعتبر مهمة لتحقيق عمل فعال، وكثيرا ما تعتمد المحاكم على ما يزعمه أصحاب العمل أو تعمل بالآراء الشخصية للقضاة حين تقرر بشأن ما إذا كان العامل الكفؤ الذي يتحدث بلكنة قد يتعارض مع التواصل أو الآداء دون أي دليل أكيد على أن اللكنة قد تشكل عائقا.
وفي قضية كليفورد ضد كومون ويلث Clifford vs. Commonwealth في المحكمة العليا بولاية كنتاكي الأمريكية، ذكر فيها أن الشرطي الأبيض الذي لم يرى المدعى عليه الأسود متورطا في نقل المخدرات يستطيع مع ذلك التعرف عليه كمشارك في العمل بقوله أن صوتا في تسجيل صوتي «بدا أسودا». اعتمد الشرطي في «تعرّفه» هذا على أن المدعى عليه هو الرجل الأمريكي الأفريقي الوحيد المتواجد في الغرفة في وقت النقل وأن تسجيلا صوتيا احتوى صوت رجل قال الشرطي بأنه «يبدو أسودا» يبيع الكوكايين لمخبر أمريكي أوروبي يعمل لصالح الشرطة.

### التمثيل واللكنات
يطلب أحيانا من الممثلين القيام بالتمثيل باستخدام لغات تختلف عن لغتهم الأصلية، وبالشكل ذاته قد يقوم الممثل بتمثيل دور شخصية تختلف جنسيتها عن جنسيته وذلك عن طريق التكيف مع اللغة الأصلية للشخصية وبالأخص مع النظام الصوتي للجنسية التي سيتم تمثيلها، مما يسمى غالبا بـ«التحدث بلكنة».
قد ترتبط باللكنات بعض الصور النمطية، ومثال ذلك أن في أفلام ديزني المتحركة يتحدث الآباء والأمهات باللكنات الأمريكية أو الإنجليزية التي يتحدث بها البيض من الطبقة الوسطى. وتستخدم اللكنات الإنجليزية في أفلام ديزني المتحركة بكثرة لتخدم واحدا من هدفين: التمثيليات الهزلية أو الأرواح الشريرة، وأمثلة ذلك تتضمن علاء الدين Aladdin (السلطان وجعفر، على التوالي) والأسد الملك The Lion King (زازو وسكار، على التوالي).